# Гольф на Универсиадах
Соревнования по гольфу проводились на летних Универсиадах четыре раза — в 2007, 2011, 2015 и 2017 годах как факультативный (не включённый в основную программу Универсиады) вид спорта. Разыгрывались четыре комплекта наград (личные и командные соревнования среди мужчин, личные и командные соревнования среди женщин).

## Призёры соревнований

### Мужчины, личные соревнования
| Год  | Золото                             | Серебро                       | Бронза                                                    |
| ---- | ---------------------------------- | ----------------------------- | --------------------------------------------------------- |
| 2007 | Ming-chuan Chen Китайский Тайбэй   | Charles Ford · Великобритания | Yuki Usami · Япония                                       |
| 2011 | Hideki Matsuyama · Япония          | Yoshinori Fujimoto · Япония   | Andrea Bolognesi · Италия                                 |
| 2015 | Kazuki Higa · Япония               | Nicolas Platret · Франция     | Natipong Srithong · Таиланд                               |
| 2017 | Raul Pereda de la Huerta · Мексика | Kazuki Higa · Япония          | Liu Yung-hua Китайский Тайбэй Yu Chun-an Китайский Тайбэй |

### Женщины, личные соревнования
| Год  | Золото                           | Серебро                                                  | Бронза                          |
| ---- | -------------------------------- | -------------------------------------------------------- | ------------------------------- |
| 2007 | Danielle Mc Veigh · Ирландия     | Diana Cantú · Мексика                                    | Hiroko Ayada · Япония           |
| 2011 | Tzuchi Lin Китайский Тайбэй      | Katerina Ruzickova · Чехия                               | Ko Min Jeong · Республика Корея |
| 2015 | Lee Jeong-eun · Республика Корея | Shina Kanazawa · Япония                                  | Sitanart Singhanart · Таиланд   |
| 2017 | Mariel Galdiano · США            | Chen Hsuan Китайский Тайбэй Hou Yu-sang Китайский Тайбэй | —                               |

### Мужчины, командные соревнования
| Год  | Золото           | Серебро | Бронза           |
| ---- | ---------------- | ------- | ---------------- |
| 2007 | Таиланд          | Мексика | Япония           |
| 2011 | Япония           | Италия  | Мексика          |
| 2015 | Япония           | Франция | Республика Корея |
| 2017 | Республика Корея | Мексика | Китайский Тайбэй |

### Женщины, командные соревнования
| Год  | Золото           | Серебро          | Бронза           |
| ---- | ---------------- | ---------------- | ---------------- |
| 2007 | Мексика          | Ирландия         | США              |
| 2011 | Китайский Тайбэй | Китай            | США              |
| 2015 | Республика Корея | Япония           | США              |
| 2017 | США              | Китайский Тайбэй | Республика Корея |

## Медальный зачёт
суммарно медали для страны во всех видах соревнований
| Место           | Страна           | Золото | Серебро | Бронза | Всего |
| --------------- | ---------------- | ------ | ------- | ------ | ----- |
| 1               | Япония           | 5      | 4       | 3      | 12    |
| 2               | Китайский Тайбэй | 3      | 3       | 3      | 9     |
| 3               | Мексика          | 2      | 3       | 1      | 6     |
| 4               | Республика Корея | 2      | 0       | 3      | 5     |
| 5               | США              | 2      | 0       | 2      | 4     |
| 6               | Ирландия         | 1      | 1       | 0      | 2     |
| 7               | Таиланд          | 1      | 0       | 2      | 3     |
| 8               | Франция          | 0      | 2       | 0      | 2     |
| 9               | Италия           | 0      | 1       | 1      | 2     |
| 10              | Великобритания   | 0      | 1       | 0      | 1     |
| 10              | Китай            | 0      | 1       | 0      | 1     |
| 10              | Чехия            | 0      | 1       | 0      | 1     |
| Всего стран: 12 | Всего стран: 12  | 16     | 17      | 15     | 48    |